# Parafia Trójcy Przenajświętszej w Suderwie
Parafia Trójcy Przenajświętszej w Suderwie (lt. Švč. Trejybės parapija) – parafia rzymskokatolicka administracyjnie należąca do dekanatu kalwaryjskiego archidiecezji wileńskiej.